# Pentorya afra
Pentorya afra är en mångfotingart som beskrevs av Cook 1896. Pentorya afra ingår i släktet Pentorya och familjen kamjordkrypare.
Artens utbredningsområde är Kamerun. Inga underarter finns listade i Catalogue of Life.